# Veluws heideschaap

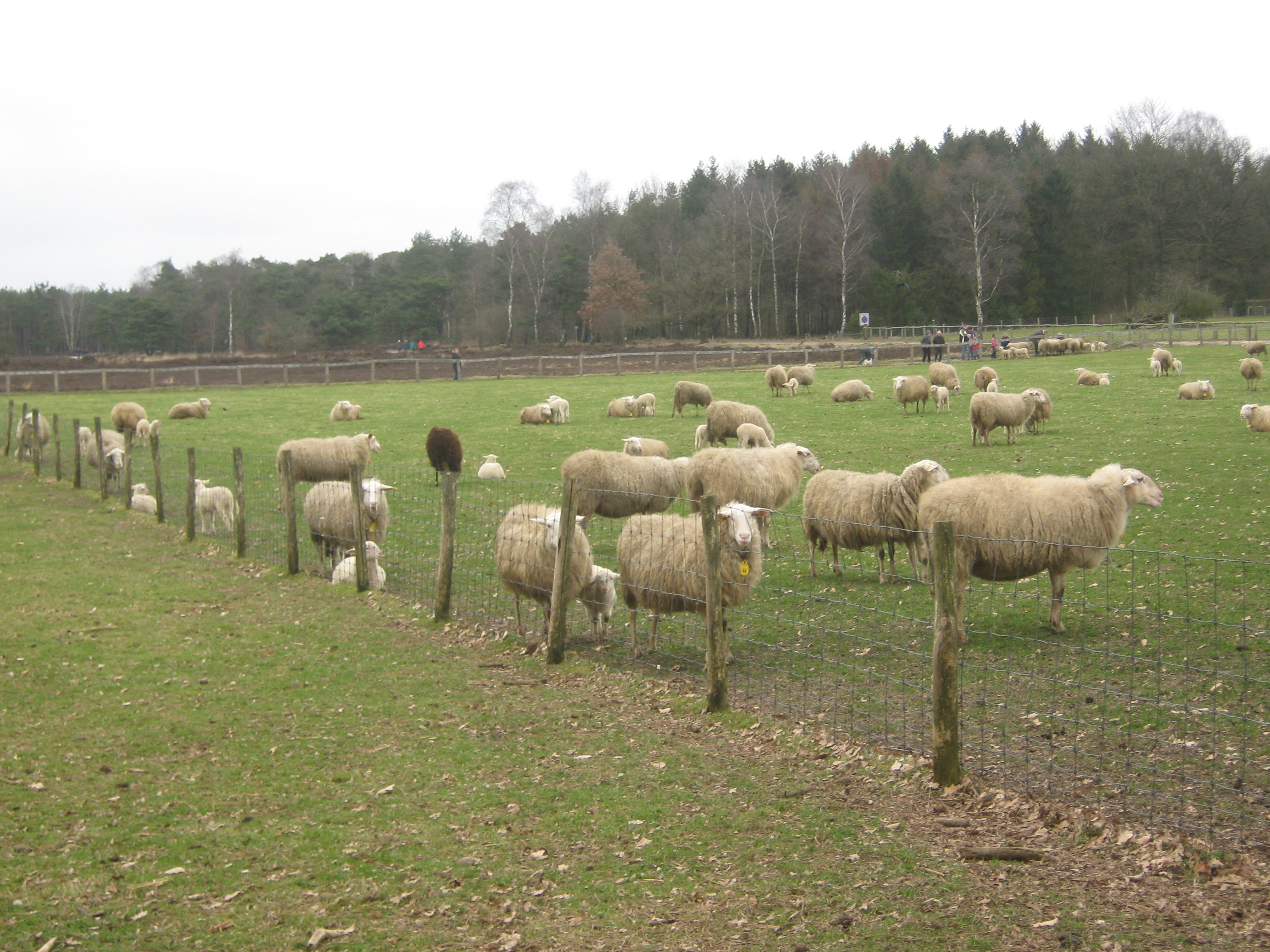
Veluwse heideschapen van de kudde van Schaapskooi De Dellen te Epe

Het Veluws heideschaap is een groot heideschaap. De ooien wegen ongeveer 60 tot 70 kg, de rammen 70 tot 80 kg. Veluwse heideschapen horen helemaal wit te zijn maar hebben vaak nog wel wat bruine of zwarte vlekjes op kop en poten, ook worden er soms wel effen zwarte dieren geboren, soms met een paar lichtere plekken op kop en rug.
Het Veluwse heideschaap werd gehouden voor de mest, maar er werden ook lammeren opgefokt op grasweiden om verhandeld te worden op de grote schapenmarkten in Parijs en Londen. Vandaar dat het groot is voor een heideschaap, het is het grootste heideschaap van Nederland.
Het Veluwse heideschaap kreeg vroeger vaak maar één lam, maar tegenwoordig is een tweeling bijna de regel en ook drielingen worden af en toe geboren. De ooien hebben melk genoeg om een drieling zelf groot te brengen. Ze lammeren ook erg makkelijk af. De wol van dit schaap is vrij grof, draderig en lang. Het is goede wol om te spinnen, maar eerder geschikt voor tapijten dan voor mooie kleding. De schapen kunnen het hele jaar door buiten blijven (tijdens de lammerenperiode is het wel handig om ze binnen te kunnen halen) en zijn schraal (er hoeft niet veel krachtvoer bijgevoerd te worden).
In Nederland zijn er negen Veluwse heideschaapskudden die samen een regeling over de rammen hebben zodat het ras zuiver blijft, maar er toch geen inteelt ontstaat. Deze schaapskudden gaan elke dag de hei op met de schaapherder en zijn of haar honden. De schapen worden dus nog precies zo gehouden als 150 jaar geleden.
Veluwse heideschapen zijn makkelijke schapen, erg tam en totaal niet paniekerig zoals Drentse heideschapen dat soms wel kunnen zijn.